# Mikrofórum
Mikrofórum je  pořad Československého rozhlasu původně určený pro mladé posluchače.

## Počátky vysílání
Na pokyn stranických ideologů měl vzniknout pořad, který částečně přetáhne mládež od poslechu zahraničních hudebních stanic. Mikrofórum bylo koncipováno jako proud hudby, aktualit a zajímavostí pro mladé lidi. 12. července 1965 poprvé zazněla znělka pořadu, který se stal doslova fenoménem doby a který oslovil několik generací svojí neformálností a dialogy s hosty v době, kdy živé vysílání nemělo právě zelenou. První Mikrofórum bylo o vybavení pro turistiku a redaktorem byl Milan Rykl.
V lednu 1987 k pořadu Mikrofórum přibyl pořad z názvem Noční linka Mikrofóra. Podle výzkumů sledovanosti z 90. let měl pořad Mikrofórum 1,2 miliónů pravidelných posluchačů.

## Znělka
Znělkou jsou části instrumentální skladby Raunchy v podání Billy Vaughna a jeho orchestru (1957).